# Narodi svijeta H
Narodi svijeta H
 Hà Nhì →Hani
Hakasi. Ostali nazivi: Sebe zovu pod plemenskim nazivima sagai, khas, peltyr, shor, koybal, hyzyl-kizhi. Khakass (engleski), Хакасы (ruski)
- Lokacija: Krasnoyarsk Krai
- Jezik/porijeklo: Plemena: Beljtiri (Бельтиры; Beltiry), Kačinci (Качинцы; Kachintsy), Kiziljci (Кызыльцы; Kyzyltsy), Kojbalji (Койбалы; Koybaly) i Sagajci (Сагайцы, Sagaytsy),
- Populacija (2007):
- Vanjske poveznice:

Halha. Ostali nazivi: Халха, Халхасцы, Халха-Монголы (ruski);
- Lokacija: Mongolija
- Jezik/porijeklo:
- Populacija (2007):
- Vanjske poveznice:

Hamnigani. Ostali nazivi: Хамниганы (ruski)
- Lokacija:
- Jezik/porijeklo:
- Populacija (2007):
- Vanjske poveznice:

  Han →Kinezi
Hani. Ostali nazivi: Hà Nhì
- Lokacija: Vijetnam
- Jezik/porijeklo:
- Populacija:
- Kultura:
- Vanjske poveznice:

  Hanti, Ханты →Ostjaci
Hatukajevci.
- Lokacija:
- Jezik/porijeklo: pripdaju Čerkezima
- Populacija:
- Kultura:
- Vanjske poveznice:

Havajci. Ostali nazivi:
- Lokacija:
- Jezik/porijeklo:
- Populacija (2007):
- Vanjske poveznice:

Hinalugi. Ostali nazivi: sebe zovu ketch halh 'narod (sela) Ketch' ili kajttiodur 'stanovnici jednog sela'. Khinalug, Khinalugs. U ruskom Хиналугцы.
- Lokacija: Azerbajdžan, distrikt Konakhkent, u jedinom selu Ketch.
- Jezik/porijeklo: lezginski narodi
- Populacija (2007):
- Vanjske poveznice:

 Hinuhi →Ginuhci 
Hmong. Ostali nazivi: H'Mông, Hơ-mông, Mong
- Lokacija: Vijetnam
- Jezik/porijeklo:
- Populacija:
- Kultura:
- Vanjske poveznice:

Hoa. Ostali nazivi: Sino-Vijetnamci, Vijetnamski Kinezi
- Lokacija: Vijetnam
- Jezik/porijeklo: kineski narodi
- Populacija:
- Kultura:
- Vanjske poveznice:

Hrê. Ostali nazivi: H're
- Lokacija: Vijetnam
- Jezik/porijeklo:
- Populacija:
- Kultura:
- Vanjske poveznice:

Hrvati. Ostali nazivi:
- Lokacija: poglavito Hrvatska
- Jezik/porijeklo: hrvatski, slavenski jezik.
- Populacija (2007):
- Vanjske poveznice:

Hufídzh. vlastiti naziv, Khufis (engleski).
- Lokacija: dolina Khufi, Pamir
- Jezik/porijeklo: iranski
- Populacija : 1,000 (1939), danas nepoznata
- Vanjske poveznice:

 Hunzibci →Gunzibci
Hvaršini., Huani (vlastito ime), Khvarshis (engleski), Хваршины (ruski)
- Lokacija:
- Jezik/porijeklo: avarsko-andodidojski narodi
- Populacija :
- Vanjske poveznice:

Hausa   	Bauchi, Borno, Jigawa, Kaduna,Kano, Kastina, Kebbi, Niger,Taraba, Sokoto, etc  
Higi (Hig)   	Borno, Adamawa, Nigerija 
Holma   	Adamawa, Nigerija
Hona   	Adamawa, Nigerija